# San Ramón de la Nueva Orán
San Ramón de la Nueva Orán, más conocida como Orán, es una ciudad del norte de Argentina, en la provincia de Salta. Es cabecera del departamento Orán, en el norte de la provincia. En el censo de 2010 registró una población de 82 413 habitantes, de los cuales 76 070 habitan la zona urbana. Este hace que la convierta en el 2.o mayor centro urbano de la provincia y uno de los 40 mayores centros urbanos del país. Fue fundada el 31 de agosto de 1794 por el español Ramón García de León y Pizarro, quien la bautizó como San Ramón de la Nueva Orán por ser esa fecha el día de San Ramón Nonato, y por haber nacido él mismo en la ciudad argelina de Orán.
Orán está situada a 230 km de su capital provincial, la ciudad de Salta, y a 33 km al norte del trópico de Capricornio, en una zona de clima subtropical, de grandes ríos, principalmente dedicada a los cultivos comerciales.
El centro urbano se encuentra a 32 km al sur de la frontera boliviana, a unos 3 km al oeste del caudaloso río Bermejo, y a escasos 20 km al sur de la confluencia del río Bermejo con el río Grande de Tarija (Juntas de San Antonio), siendo atravesado el ejido de la ciudad por la ruta nacional RN 50.

## Historia
Los primeros habitantes de la zona fueron los churumatas y mataguayos (emparentados con los wichís), dedicados a la caza, la pesca en los ríos circundantes y el cultivo de algunas especies. En ocasiones se unían en alianzas y en otras se producían violentos conflictos por el control de los recursos. Posteriormente, después de las delimitaciones de Argentina, fue zona de cierta migración quechua.  
Durante el siglo XVII y gran parte del siglo XVIII los españoles hicieron denodados esfuerzos por apoderarse de la zona estableciendo una población, enfrentándose a la tenaz resistencia de los pueblos originarios.
Así fue que en 1625, en el lugar llamado El Ramal (o La Enramada o "Junta de los Ríos"), los españoles hicieron un primer intento de asentamiento poblacional estableciendo la efímera villa de Santiago de Guadalcázar. Pero el poblado fue atacado y destruido por pobladores bajantes del altiplano de Jujuy de la nación aimara en 1629. 
Más de un siglo después, en 1779, fue fundada en la zona una reducción por parte de franciscanos procedentes de San Bernardo de Tarija; los misioneros llamaron a la nueva localidad Nuestra Señora de las Angustias del (río) Zenta e introdujeron el cultivo de la vid, la caña de azúcar, los cítricos y otras especies frutícolas. Adjunto a la reducción las autoridades españolas establecieron el fortín San Andrés. Este primer núcleo persiste con el nombre de Misión Zenta a unos 5 km al oeste del centro comercial de la ciudad. Esta segunda fundación resultó también destruida por los indígenas aproximadamente diez años después.
El apoderamiento definitivo ocurrió el 31 de agosto de 1794, cuando el militar y noble español Ramón García de León y Pizarro, mientras era gobernador de la Intendencia de Salta del Tucumán, fundó San Ramón de la Nueva Orán, dedicando el nombre de la ciudad a San Ramón Nonato, cuyo santoral se celebraba ese día, y a la ciudad norteafricana de Orán bajo soberanía española en donde García de León y Pizarro había nacido. La nueva población reforzaría así el nexo directo entre la ciudad de Salta y la villa de Tarija. En la Biblioteca del Congreso de los Estados Unidos se conserva un mapa de la región de Orán al momento de fundarse la ciudad, en 1794, probablemente confeccionado por García de León y Pizarro o alguien de su entorno.

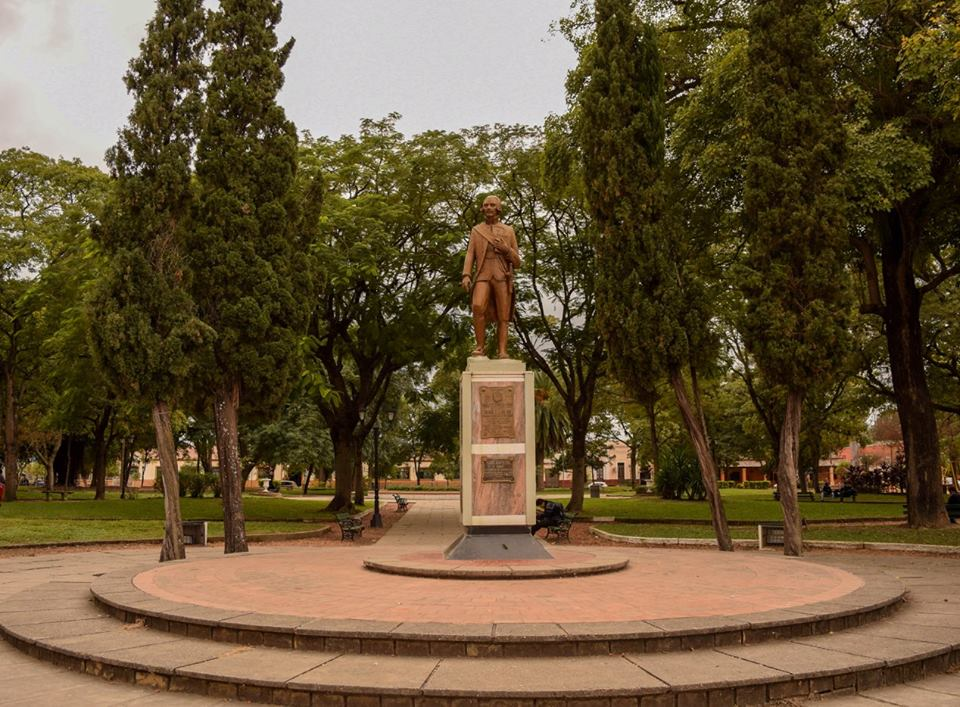
Monumento al fundador Don Ramón García de León y Pizarro.

Una Cédula Real aprobó la fundación el 4 de mayo de 1797, asignándole como su territorio jurisdiccional:

(...) desde el rio de los Padres por la parte del Sur, que la deslinda y separa de la Jujuí, hasta la derecera del río La Quiaca, o términos del distrito de Tarija por el norte y desde la cúspide de la cordillera Humahuaca, por el oeste, hasta la ranchería de los indios bárbaros del Chaco, por la parte del Este.

En 1809 García de León y Pizarro era gobernador intendente de Chuquisaca; al estallar la revolución de Chuquisaca fue depuesto, y allí falleció en 1815. Su fidelidad al rey de España le significó el confinamiento y las peores penurias. 
Durante la Guerra Gaucha librada contra los realistas, San Ramón de la Nueva Orán fue uno de los principales puntos de operaciones, esto hasta inicios de 1825.
En 1836 la población fue atacada por las tropas de la Confederación Perú-boliviana, durante la Guerra entre la Confederación Argentina y la Confederación Perú-Boliviana. 

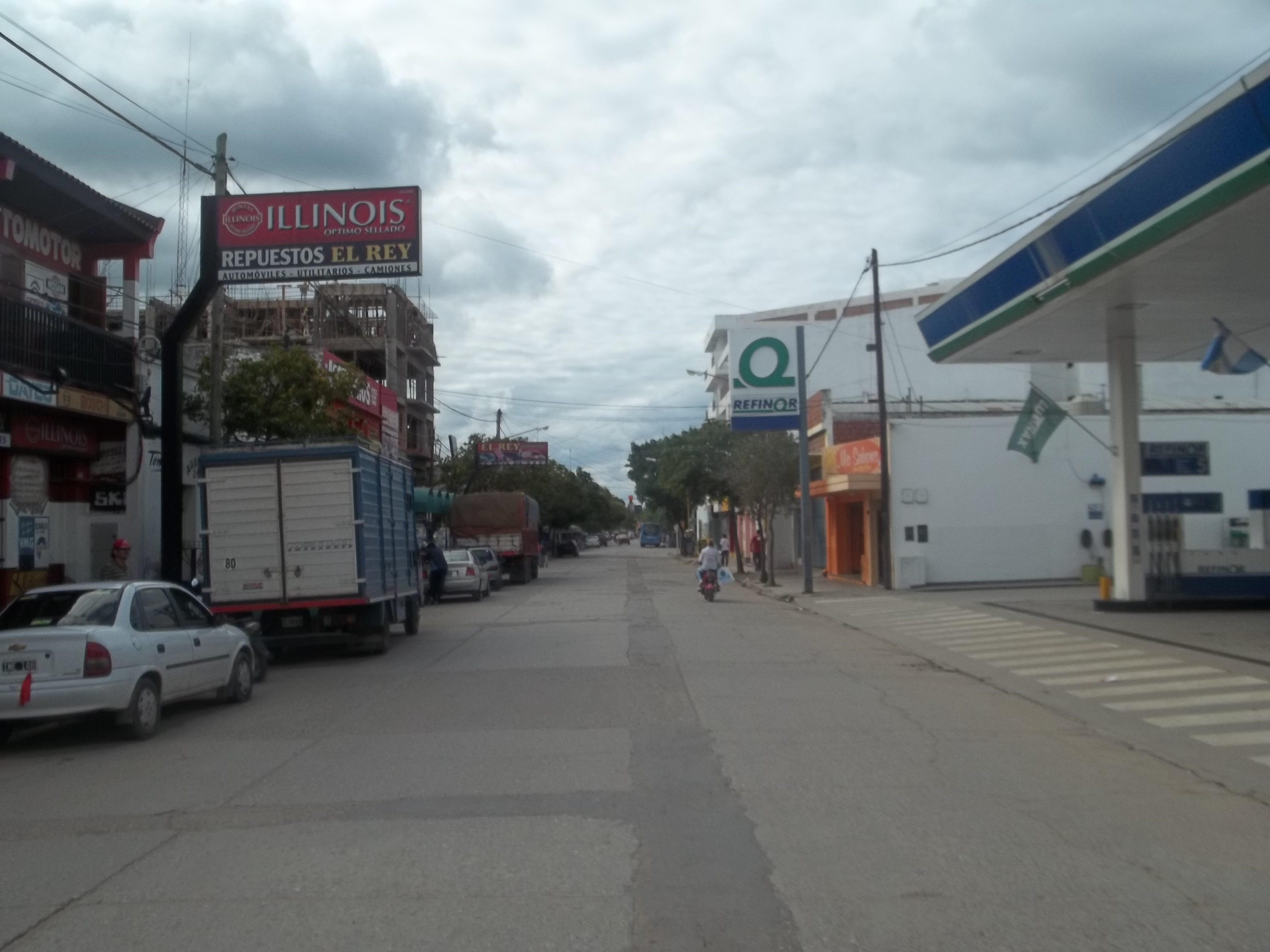
Calles Pellegrini (principal) y España, vista al norte.

Hacia 1880 el gobierno central argentino estudió la propuesta, originada en Salta, de crear un territorio nacional separado de la provincia de Salta con capital en San Ramón de la Nueva Orán, el que incluiría sectores del Chaco central y austral, pero la iniciativa no prosperó.
A pesar de que el territorio en donde se encuentra edificada San Ramón de la Nueva Orán es de media sismicidad, en la década de 1870 sufrió dos importantes sismos: el del 9 de octubre de 1871, que devastó la localidad de Orán, con numerosas víctimas, y el del 6 de julio de 1874, que la destruyó nuevamente y causó el éxodo de parte de su población.
Tras estas catástrofes, la localidad dedicó las últimas décadas del siglo XIX a su recuperación, y bien entrado el siglo XX el progreso se hizo rápido e inexorable. Posteriormente llegó el ferrocarril, se construyó la catedral, se inauguró el aeródromo (1939) y se creó la sede regional de la Universidad Nacional de Salta. Era la tercera urbe más populosa después de la ciudad de Salta y Tartagal, hasta que en el censo de 1980 superó a esta última, posicionándose desde entonces como la segunda ciudad de la provincia. Ese mismo año fue inaugurado el Hospital San Vicente de Paul, que con su más de 1 ha se encarga desde entonces de la atención de pacientes de la ciudad de Orán.
El 6 de agosto de 2012 fue recibido por el Intendente y el Sr. Obispo, como Huésped de Honor en la ciudad de San Ramón de la Nueva Orán, el descendiente del fundador y sobrino del último marqués de Casa Pizarro el Excmo. Sr. José de Contreras y Saro, caballero del Real Cuerpo de la Nobleza de Madrid y Caballero de la Orden Ecuestre del Santo Sepulcro de Jerusalén y nieto de los Excmos. Señores Condes de Torrecilla de Cameros, que procedente del Reino de España, hizo donación de una copia de los documentos originales de la fundación de la ciudad, junto con el primer plano que se realizó de la ciudad tras su fundación, seguido del inventario del nombre de sus primeros pobladores realizado por el propio fundador. Siendo la primera vez en doscientos años que la familia del fundador regresó a la población después de la proclamación de la Independencia de la Argentina.

## Clima

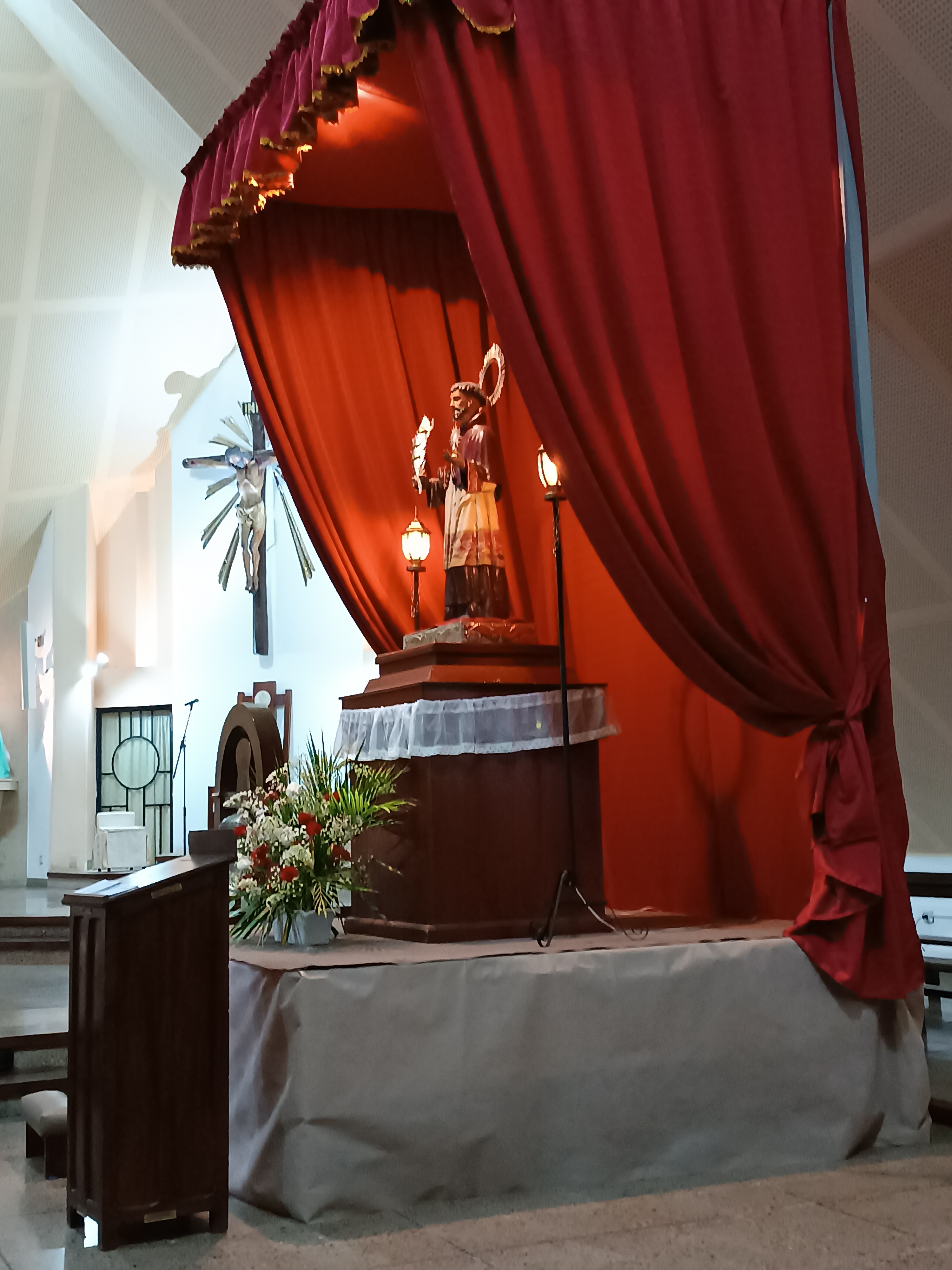
San Ramón Nonato patrono de la ciudad

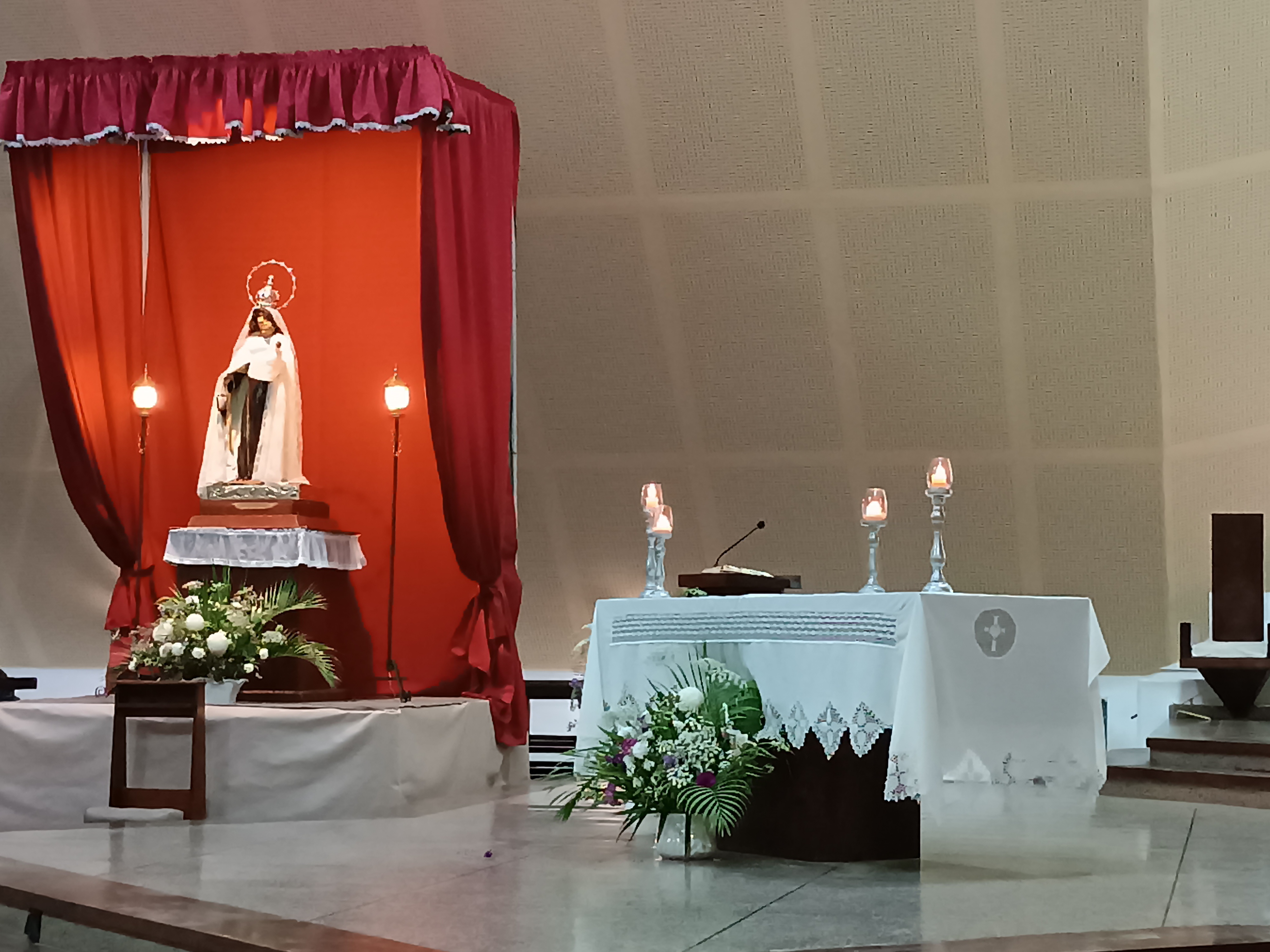
Virgen del Carmen Patrona de la ciudad.

El clima de Orán es del tipo clima subtropical con invierno seco (verano cálido), Cwa, de acuerdo con la clasificación climática de Köppen. En verano las altas temperaturas y humedad constantes tornan el clima muy desconfortable; durante el invierno se produce la estación seca con escasas precipitaciones y temperaturas frescas a confortables. Las precipitaciones rondan cerca de los 1000 mm anuales. En cuanto a las temperaturas, las máximas promedian los 45 °C en el mes de enero (verano) y las mínimas llegan a 9.6 °C en julio, durante el invierno.
| Parámetros climáticos promedio de Orán Aero (1991-2020, extremas 1970–2023)               | Parámetros climáticos promedio de Orán Aero (1991-2020, extremas 1970–2023) | Parámetros climáticos promedio de Orán Aero (1991-2020, extremas 1970–2023) | Parámetros climáticos promedio de Orán Aero (1991-2020, extremas 1970–2023) | Parámetros climáticos promedio de Orán Aero (1991-2020, extremas 1970–2023) | Parámetros climáticos promedio de Orán Aero (1991-2020, extremas 1970–2023) | Parámetros climáticos promedio de Orán Aero (1991-2020, extremas 1970–2023) | Parámetros climáticos promedio de Orán Aero (1991-2020, extremas 1970–2023) | Parámetros climáticos promedio de Orán Aero (1991-2020, extremas 1970–2023) | Parámetros climáticos promedio de Orán Aero (1991-2020, extremas 1970–2023) | Parámetros climáticos promedio de Orán Aero (1991-2020, extremas 1970–2023) | Parámetros climáticos promedio de Orán Aero (1991-2020, extremas 1970–2023) | Parámetros climáticos promedio de Orán Aero (1991-2020, extremas 1970–2023) | Parámetros climáticos promedio de Orán Aero (1991-2020, extremas 1970–2023) |
| Mes                                                                                       | Ene.                                                                        | Feb.                                                                        | Mar.                                                                        | Abr.                                                                        | May.                                                                        | Jun.                                                                        | Jul.                                                                        | Ago.                                                                        | Sep.                                                                        | Oct.                                                                        | Nov.                                                                        | Dic.                                                                        | Anual                                                                       |
| ----------------------------------------------------------------------------------------- | --------------------------------------------------------------------------- | --------------------------------------------------------------------------- | --------------------------------------------------------------------------- | --------------------------------------------------------------------------- | --------------------------------------------------------------------------- | --------------------------------------------------------------------------- | --------------------------------------------------------------------------- | --------------------------------------------------------------------------- | --------------------------------------------------------------------------- | --------------------------------------------------------------------------- | --------------------------------------------------------------------------- | --------------------------------------------------------------------------- | --------------------------------------------------------------------------- |
| Temp. máx. abs. (°C)                                                                      | 44.8                                                                        | 42.2                                                                        | 40.0                                                                        | 35.0                                                                        | 33.4                                                                        | 31.5                                                                        | 35.0                                                                        | 39.4                                                                        | 41.1                                                                        | 44.5                                                                        | 44.0                                                                        | 45.0                                                                        | 45.0                                                                        |
| Temp. máx. media (°C)                                                                     | 32.8                                                                        | 31.4                                                                        | 29.4                                                                        | 26.5                                                                        | 23.4                                                                        | 21.6                                                                        | 22.4                                                                        | 26.2                                                                        | 29.4                                                                        | 31.8                                                                        | 32.4                                                                        | 33.2                                                                        | 28.4                                                                        |
| Temp. media (°C)                                                                          | 26.4                                                                        | 25.4                                                                        | 23.9                                                                        | 21.3                                                                        | 18.1                                                                        | 15.6                                                                        | 14.9                                                                        | 17.6                                                                        | 21.0                                                                        | 24.5                                                                        | 25.5                                                                        | 26.4                                                                        | 21.7                                                                        |
| Temp. mín. media (°C)                                                                     | 21.6                                                                        | 21.2                                                                        | 20.3                                                                        | 17.9                                                                        | 14.5                                                                        | 11.3                                                                        | 9.6                                                                         | 11.1                                                                        | 14.2                                                                        | 18.4                                                                        | 19.7                                                                        | 21.2                                                                        | 16.7                                                                        |
| Temp. mín. abs. (°C)                                                                      | 8.9                                                                         | 11.2                                                                        | 9.0                                                                         | 5.1                                                                         | 2.5                                                                         | -1.5                                                                        | -6.8                                                                        | -1.9                                                                        | 1.4                                                                         | 1.0                                                                         | 8.0                                                                         | 10.9                                                                        | -6.8                                                                        |
| Precipitación total (mm)                                                                  | 198.4                                                                       | 185.9                                                                       | 157.8                                                                       | 59.5                                                                        | 22.6                                                                        | 7.1                                                                         | 3.0                                                                         | 3.5                                                                         | 16.3                                                                        | 58.9                                                                        | 97.3                                                                        | 157.3                                                                       | 967.6                                                                       |
| Días de precipitaciones (≥ 0.1 mm)                                                        | 13.5                                                                        | 12.5                                                                        | 14.3                                                                        | 11.3                                                                        | 7.1                                                                         | 3.7                                                                         | 2.3                                                                         | 1.5                                                                         | 2.8                                                                         | 7.6                                                                         | 9.7                                                                         | 12.1                                                                        | 98.3                                                                        |
| Horas de sol                                                                              | 207.7                                                                       | 163.9                                                                       | 133.3                                                                       | 114.0                                                                       | 114.7                                                                       | 117.0                                                                       | 161.2                                                                       | 182.9                                                                       | 165.0                                                                       | 164.3                                                                       | 183.0                                                                       | 198.4                                                                       | 1899.3                                                                      |
| Humedad relativa (%)                                                                      | 76.5                                                                        | 79.3                                                                        | 82.8                                                                        | 84.3                                                                        | 83.6                                                                        | 81.0                                                                        | 73.8                                                                        | 63.3                                                                        | 55.7                                                                        | 61.1                                                                        | 66.7                                                                        | 71.5                                                                        | 73.3                                                                        |
| Fuente: Servicio Meteorológico Nacional Oficina de Riesgo Agropecuario (valores extremos) |                                                                             |                                                                             |                                                                             |                                                                             |                                                                             |                                                                             |                                                                             |                                                                             |                                                                             |                                                                             |                                                                             |                                                                             |                                                                             |

## Características

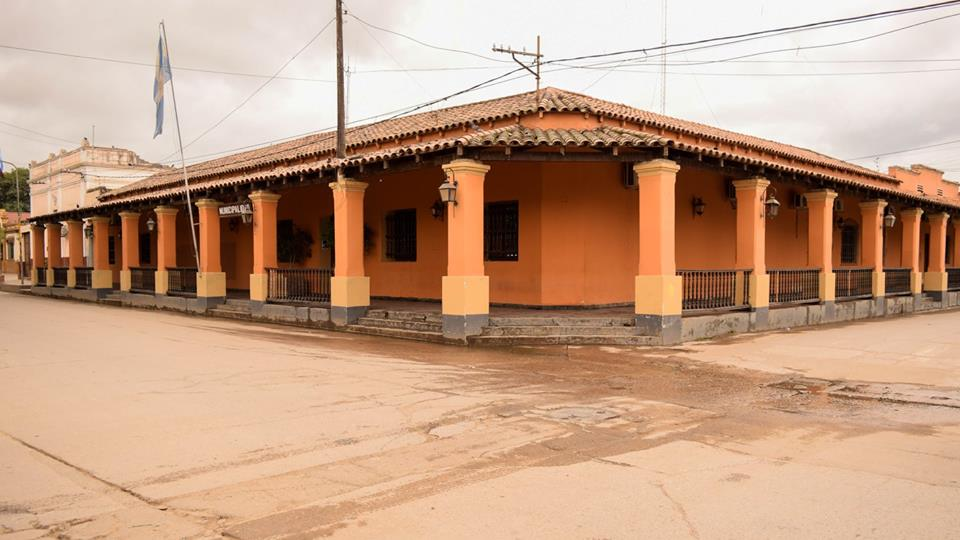
Antigua Municipalidad de Orán.

La Ciudad de Orán (como comúnmente se la conoce) es el centro geopolítico más importante del norte de la provincia de Salta. Posee oficinas de la AFIP, ANSES, Banco Nación, INTA, entre otros, lo que la convierte en un punto de referencia de toda la Región del Bermejo. Tiene un activo centro comercial y es punto de tránsito hacia la frontera boliviana. En la actualidad existe una autopista hacia el sur que la conecta con la ciudad de Pichanal.

## Economía
San Ramón de la Nueva Orán es centro de una importante región agroindustrial: caña de azúcar, destinada en su mayor parte a la producción de azúcar en el ingenio azucarero del Tabacal, localidad cercana a la ciudad; cítricos, principalmente naranjas y pomelos, siendo los primeros utilizados para la fabricación de jugo concentrado en la empresa frutícola Zenta, que también realiza la venta de las frutas al natural; pimientos, bananas, chirimoyas, papayas y mangos. En la zona también se cultiva café, que en su momento fue explotado por la empresa Salta Café, aunque con una producción relativamente pequeña. También la soja es de las más importantes.
Rodeada naturalmente de forestas ecotónicas entre las selvas de yungas y el bosque subtropical chaqueño el entorno de San Ramón de la Nueva Orán ha sido y es una importante área forestal con industria maderera.
En el departamento Orán se encuentra la producción de porotos más grande del país y recientemente se incorporó la producción de soja, todo esto con visión, junto con la producción de caña de azúcar y maíz, a fin de producir biocombustibles principalmente para uso agroindustrial, debido en gran parte a la deficiencia en el abastecimiento de gasoil en la zona.
La ganadería ocupa también un renglón de importancia. Históricamente ha sido una escala en una de las rutas de ganado vacuno y equino hacia Bolivia.

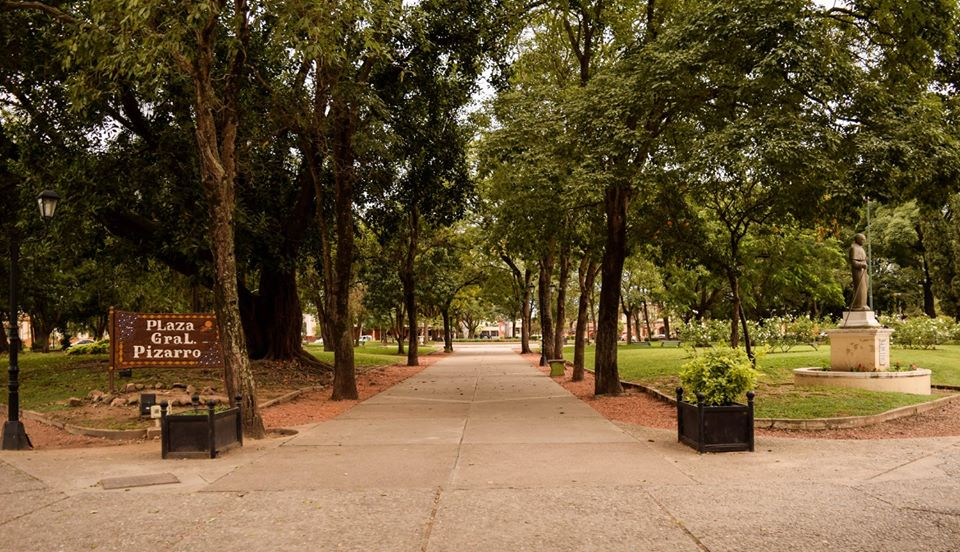
Plaza General Pizarro

## Atractivos

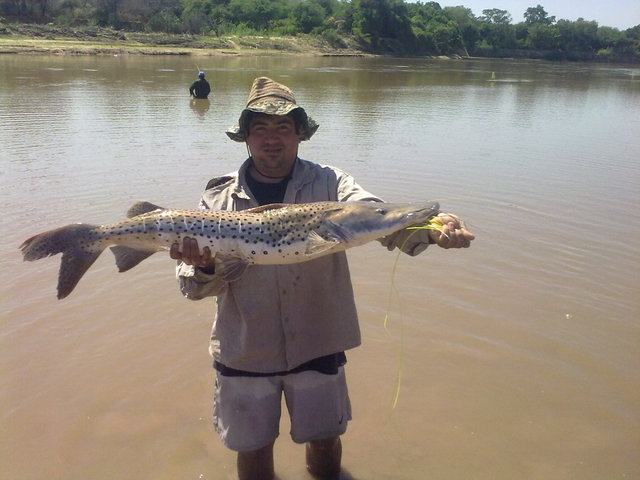
Pesca deportiva en Orán.

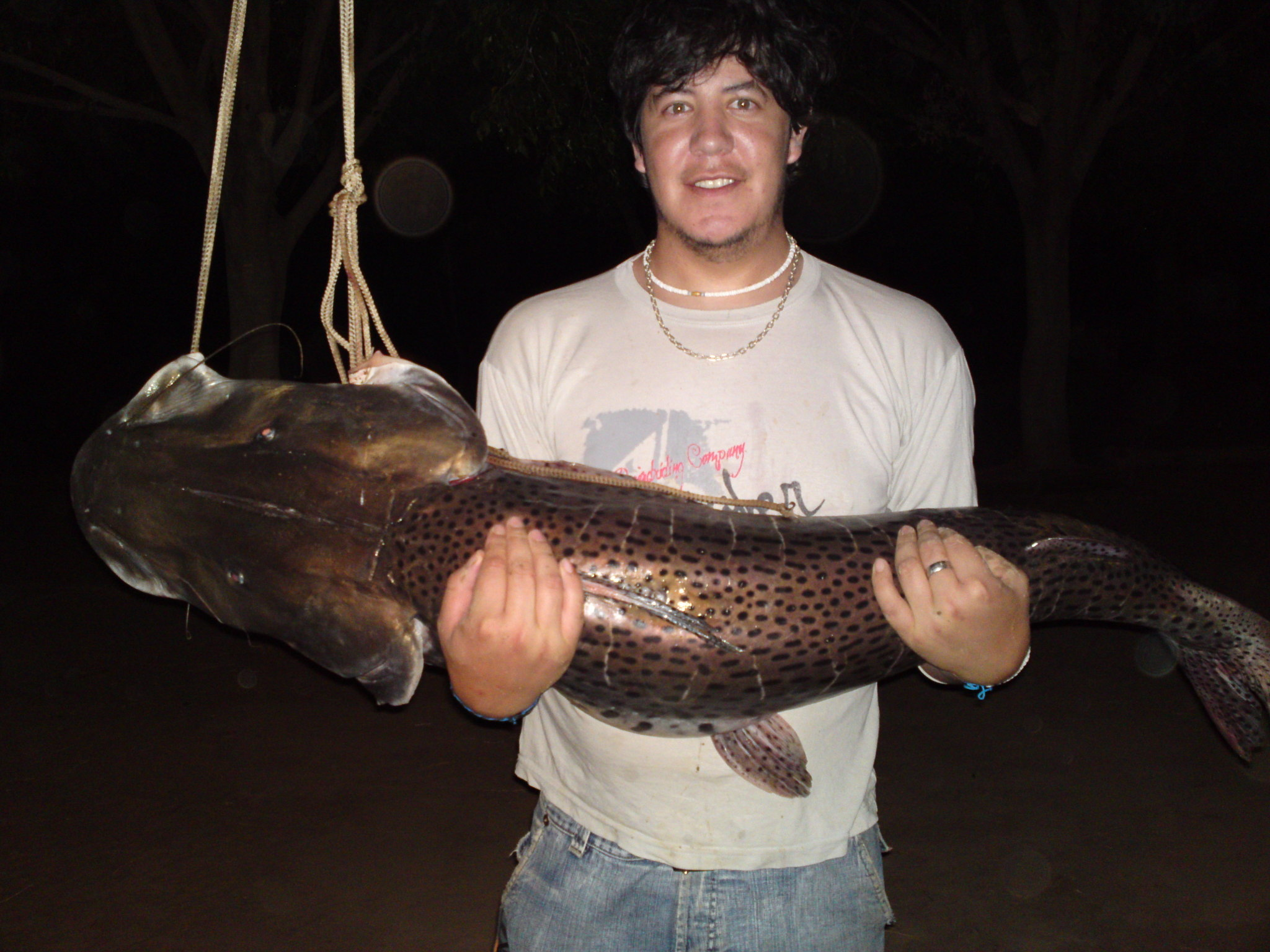
Surubíes en el Bermejo.

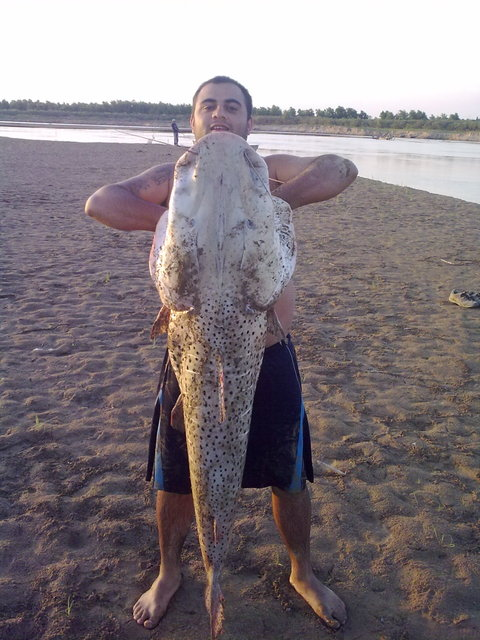
Pesca de surubíes en el Río Bermejo.

Aunque San Ramón de la Nueva Orán tiene ya más de 200 años de antigüedad, posee pocos edificios antiguos, por la destrucción sísmica. Un colegio de estilo colonial y la catedral, moderno edificio de sobrias líneas resaltadas por el alto y esbelto campanil, son las construcciones más interesantes. Llama también la atención del visitante el arbolado público de la ciudad, con especies autóctonas muy floridas. Se destacan los lapachos, seguidos de guayabos, tarcos, yuchanes, tipas, entre otros, a los que se suman los naranjos.
En un radio de 50 km a la redonda, el turista puede visitar las ruinas de la antigua misión de la ciudad de Orán, y los numerosos arroyos y ríos que le son próximos, donde es posible practicar la pesca deportiva en el río Bermejo y en territorio boliviano. Todos aptos para el turismo de aventura, encontrándose la ciudad en el linde oriental de la reserva de biosfera de las Yungas del programa MaB, región propicia para la práctica de ciclo turismo, mountain bike y moto enduro.

## Educación, cultura y justicia
La ciudad es sede de un centro regional de la Universidad Nacional de Salta. La Casa de la Cultura, creada en 1983, es también un importante centro de divulgación cultural, dedicado al teatro, la música y todo tipo de exposiciones y conferencias.
Esta ciudad es sede del distrito judicial del norte, creado en 1957. A este primer distrito se le designaron cuatro magistrados judiciales de amplia trayectoria en la Justicia de Jujuy: Simón Ernesto Yazlle (juez de Primera Instancia en lo Civil y Comercial), magistrado de amplia actuación social que ocupó cargos relevantes en la justicia; Alfredo Ricardo Amerisse (juez en Primera Instancia en lo Penal), de trayectoria judicial, que llegara a cargos importantes como el de juez de Cámara en la Ciudad de San Salvador de Jujuy; Germán Bernard (fiscal en lo Civil y Comercial), catedrático de amplia trayectoria judicial dentro de la provincia de Salta; y José Durval García Luna Taboada (juez defensor de Pobres, Menores, Incapaces y Ausentes), amigo personal de Robustiano Patrón Costas, de ideología conservadora, descendiente del mismo fundador de esta ciudad y del general Antonino Taboada, ocupó el cargo de asesor letrado, fiscal y juez en lo Penal y el Crimen en la Ciudad de Salta, así también como director del Registro Civil. El 23 de mayo de 1959 el Senado de la Nación brindó los acuerdos respectivos como aval de las designaciones y conformación del Distrito. Todos los años en esta ciudad se conmemora la creación de esta institución y es feriado judicial.

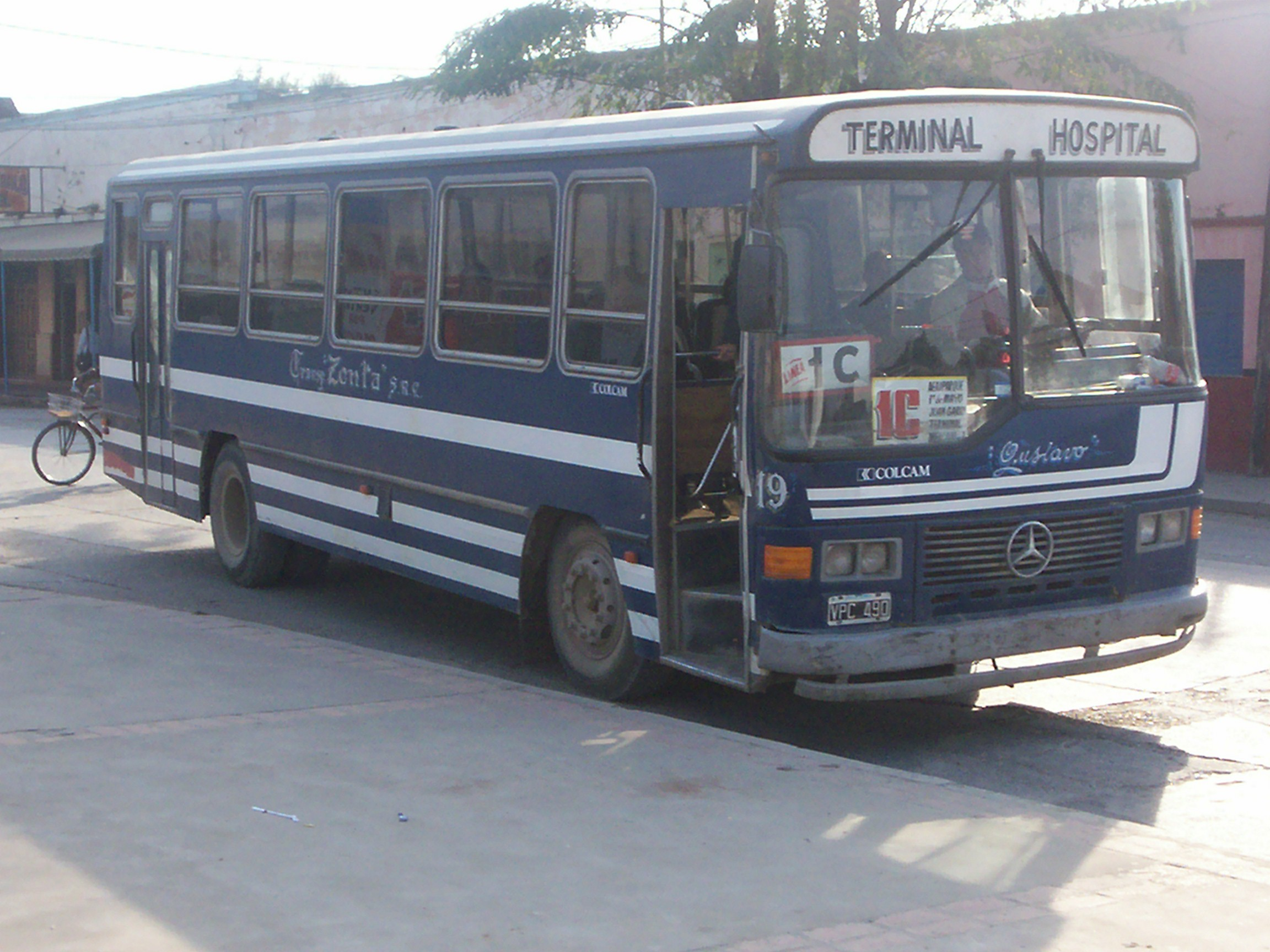
Colectivo de la línea 1C en San Ramón de la Nueva Orán.

## Comunicaciones y transporte
San Ramón de la Nueva Orán posee un Aero Club, que anteriormente recibía vuelos provenientes de la Ciudad de Salta. Además posee una terminal de ómnibus para conexiones terrestres nacionales e internacionales.

## Medios de Comunicación
La ciudad de San Ramón de la Nueva Oran, Salta cuenta con diversos medios de comunicación radiales y televisivos entre ellos están:
- Radio Folklore 88.1 mhz
- Radio La 90.1 mhz
- Radio Oran 90.9 mhz
- Radio A 92.3 mhz
- Radio "La 100" Oran 92.7 mhz
- Radio Noa 95.9 mhz
- Radio "Mujer" 98.3 mhz
- Radio Ciudad 99.5 mhz
- Radio "10" 100.5 mhz
- Radio Mas 100.9 mhz
- Radio "Los 40" 101.5 mhz
- Radio Norte 102.3 mhz
- Radio Aspen 103.1 mhz
- Radio Bit 103.5 mhz
- Radio Popular 104.3 mhz
- Radio Metro 105.5 mhz
- Radio Güemes 106.3 mhz

## Población
Contaba con 82 413 habitantes (Indec, 2010), lo que representa un incremento del 36 % frente a los 60 739 habitantes (Indec, 2001) del censo anterior.

## Sismicidad
La sismicidad del área de Orán es frecuente y de intensidad baja, y un silencio sísmico de terremotos medios a graves cada 40 años.

## Deportes
En el ámbito deportivo cuenta con dos equipos en el Torneo Regional Federal Amateur 2023-24 de cuarta división organizado por el Consejo Federal de Fútbol que nuclea a los clubes indirectamente afiliados a la AFA, provenientes de las Ligas Regionales. Los equipos participantes de esta edición son Club Social y Deportivo Aviación y el Club Atlético Independiente de Hipólito Irigoyen. 
Cuenta con un torneo doméstico denominado Liga Regional del Fútbol del Bermejo, en donde el campeón obtiene el boleto para disputar el Torneo Regional Federal Amateur. 
Algunos de los equipos participantes son el Club Deportivo Tabacal, Gimnasia y Tiro de Orán, Deportivo Estación de Orán, Ferro de Colonia Santa Rosa, Club Unión Urundel, 24 de septiembre (Urundel),Huracán de Embarcación y el Club Atlético River Plate de Embarcación, club donde supo jugar el jugador más destacado de esa ciudad Luciano Colombo, junto a Gerardo Yecerotte que también disputó partidos de las eliminatorias mundialistas.
Otros deportistas destacados son Ramón Quiroga, boxeador campeón argentino de peso mosca en 2017.
Selena Ibarra, karateca medallista de bronce en los Juegos Odesur Juveniles de 2017.
José Basualdo, jugador de balonmano medallista de bronce en el Campeonato Mundial Juvenil de Beach Balonmano de 2017.

## Religión

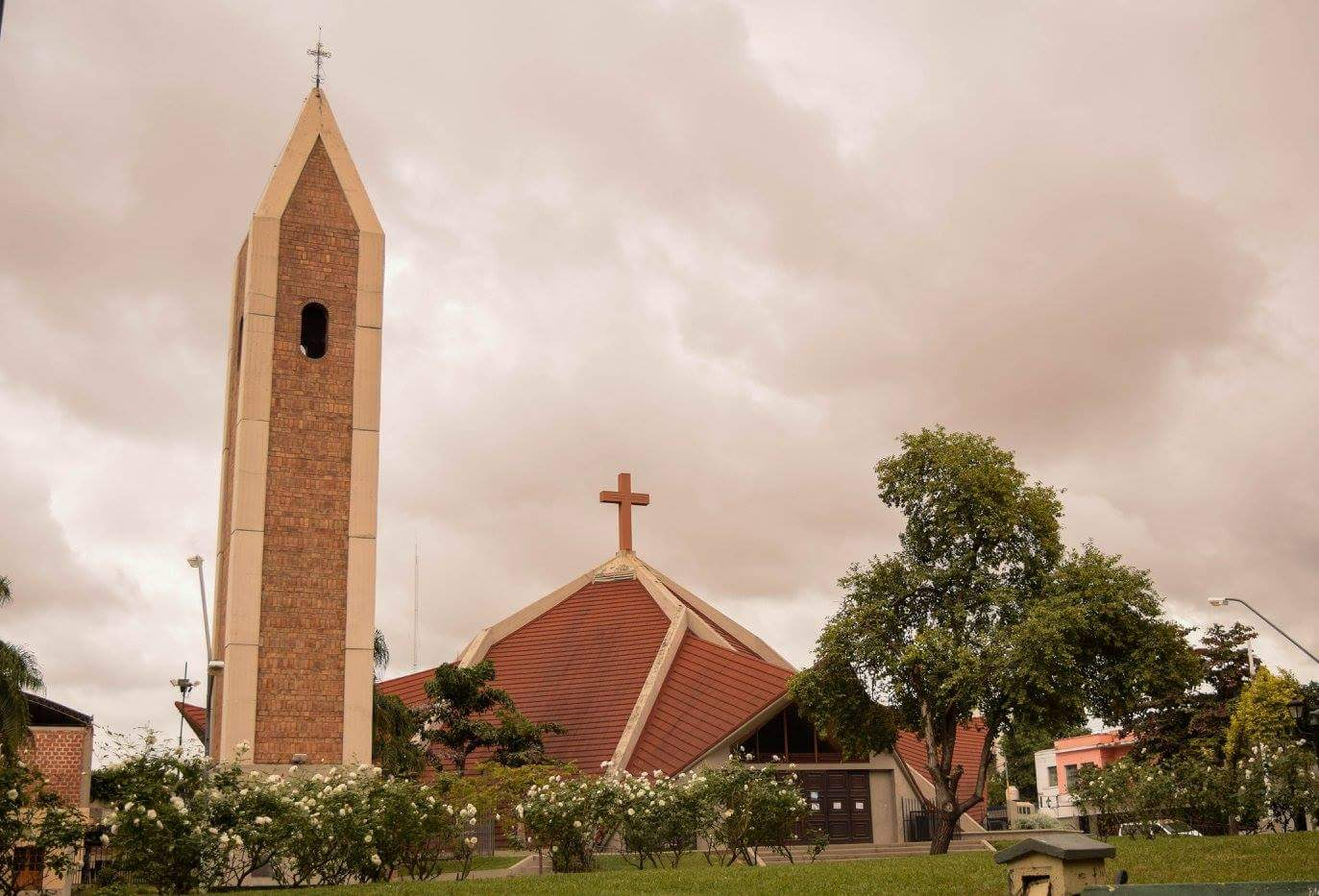
Catedral de la diócesis de la Nueva Orán.

En cuanto a la jurisdicción eclesiástica católica, la ciudad es sede de la diócesis de la Nueva Orán. Sus parroquias son Nuestra Señora del Valle, San Cayetano, San José, Catedral de San Ramón Nonato, Santa Teresita del Niño Jesús y San Antonio de Padua.
Además, hay presencia de numerosas congregaciones protestantes en sus múltiples vertientes.

## Música

### Las Voces de Orán
Este legendario conjunto de folclore argentino es uno de los más representativos de la región. Fundado en la década de 1960, Las Voces de Orán han llevado la música norteña a todo el país, con un estilo que combina las raíces tradicionales con una interpretación vocal única.

### Pitin Zalazar
Reconocido como uno de los más grandes exponentes del folclore en Orán, Pitin Zalazar ha contribuido enormemente al patrimonio musical de la región. Su obra está marcada por la interpretación de zambas, chacareras y vidalas, reflejando el espíritu y la cultura del noroeste argentino.

### Omar «Zafrero» Rodríguez
Apodado “Zafrero” en honor a los trabajadores del campo, Omar Rodríguez es otro pilar de la música oranense. Sus composiciones, que abordan temas sociales y paisajes de la vida en el norte argentino, le han ganado un lugar especial en el corazón del público.

### Los Hermanitos Quinto
Este grupo familiar es conocido por sus interpretaciones de música folklórica tradicional. A lo largo de su trayectoria, Los Hermanitos Quinto han mantenido viva la herencia cultural de la región a través de su música, que ha sido transmitida de generación en generación.

### El Ritmo de la Cumbia en Orán
San Ramón de la Nueva Orán también ha sido un semillero para la cumbia, con varios grupos que han alcanzado gran popularidad tanto a nivel local como nacional. Entre ellos se destacan:

### Grupo Elipse
Este grupo es uno de los referentes de la cumbia en la región, con una trayectoria marcada por su sonido distintivo y la capacidad de conectar con el público a través de letras que reflejan las vivencias cotidianas.

### Grupo Seduxion
Este grupo ha logrado destacarse por su propuesta musical que mezcla ritmos de cumbia con elementos modernos, creando un sonido único que ha conquistado a muchos seguidores en la región.

### Kumbia Car
Con su particular estilo y energía, Cumbia Kar se ha convertido en uno de los grupos más populares en el norte argentino. Su música es un reflejo del espíritu festivo de la cumbia, logrando un fuerte impacto en el público.

### MDA
Conocidos por su versatilidad y talento, MDA ha sabido ganarse un lugar importante en la escena de la cumbia de Orán. Su música ha resonado en numerosos eventos y festivales, consolidando su posición como uno de los principales exponentes del género.